# Ahmet Kaya
Ahmet Kaya (Malatya, 28 ottobre 1957 – Parigi, 16 novembre 2000) è stato un cantautore curdo.
Cantautore rivoluzionario di origini curde, detiene ancora il record delle vendite per il proprio album, venduto in 2.800.000 copie e ritirato per decisione del giudice, voce melodica di tanti detenuti politici.

## Biografia

### L'infanzia e la giovinezza
Sua mamma era turca e suo padre curdo. Le loro origini ebbero un impatto notevole sulla sua vita di artista e di uomo comune. Da piccolo egli iniziò a suonare un cordofono, il baglama, durante le feste dei matrimoni; poi, quando i suoi genitori migrarono ad Istanbul, dove egli vide per la prima volta il mare, iniziò a studiare e a fare diversi lavori tra cui il venditore. Ad Istanbul la prima cosa che lo colpì fu l'enorme differenza economica e sociale tra le persone. A 16 anni iniziò ad interessarsi della politica, e a ruota arrivarono affissioni, concerti, manifestazioni, attivismo ed associazionismo. Cantò nelle “Serate Rivoluzionarie” insieme ad altri cantanti e, il primo Maggio del 1977, durante la sparatoria in Piazza Taksim, perdette alcuni tra i suoi più cari amici.

### Impegno politico artistico dal 1970 al 1980
“Non ho mai difeso la povertà della gente; ho sempre voluto che tutte le persone fossero più ricche. Per più di 30 anni ho cercato di sopravvivere” disse e, nel mentre, non abbandonò mai la musica. In un documentario asserì di aver cercato, ad un certo punto, “di far funzionare il sistema al contrario” per questo, cercò una dimora tra le mura del carcere, ma, non trovandola, fallì nel suo intento. Tuttavia, con la prigione instaurò un rapporto piuttosto stretto: dai versi di un detenuto politico, Nevzat Celik, compose una canzone, e diede poi voce alle poesie di Nazım Hikmet, Selahattin Ali, Enver Gokce, Ataol Behramoglu, Can Yucel e Atilla Ilhan mettendole in musica. Tutte queste persone, per motivi politici si trovarono a dover respirare l'aria viziata della detenzione. Le sue canzoni trattavano problematiche sociali, soprattutto quelle degli anni ‘70 e ‘80. L'ondata anti-comunista, le conseguenze delle politiche di avvicinamento agli USA dopo la seconda guerra mondiale e l'ultimo colpo di Stato militare. Tutti questi accadimenti ebbero un peso fondamentale nelle canzoni di Kaya.

### Anni di forte censura dal 1990 fino al 2000
Lungo la sua carriera artistica, le sue canzoni furono censurate o ricevettero periodici rigetti televisivi e radiofonici. Negli anni ‘90 in particolare, grazie ad una forte campagna mediatica, Kaya fu presentato come un traditore della patria; ciononostante i suoi album erano sempre all'apice delle liste dei più venduti. Nel 1993, durante una serata organizzata dall'Associazione degli Imprenditori Curdi a Berlino, secondo il quotidiano nazionale Hurriyet, egli rilasciò dichiarazioni a favore del PKK. A causa di questo, fu intentato un processo contro di lui che, nel 1999, venne condannato a 10 anni e 6 mesi di carcere senza la condizionale. Poco dopo si scoprì che la notizia diramata dall'Hurriyet era falsa. Ormai, però, Kaya aveva già abbandonato il Paese. Una simile campagna denigratoria fu messa in atto anche durante una serata di gala, quando egli decise di dedicare un premio ricevuto in quell'occasione all'Associazione dei Diritti Umani, alle Mamme del Sabato (donne che manifestano ogni sabato perché non si fermi la ricerca dei propri figli scomparsi, come accade in Plaza de Mayo) e a tutti i lavoratori della musica. Lanciò poi pubblicamente un appello: “Sono in fase di preparazione di un nuovo album che conterrà anche una canzone in curdo; immagino che tra i dirigenti televisivi presenti in questa sala ve ne siano alcuni che potranno trasmettere video di questa canzone, quando l'avrò girato. In caso contrario, non so come potrebbero fare i conti con il popolo della Turchia”. Pochi minuti dopo, egli venne investito dagli insulti e volarono le posate. Dopo questa esperienza nacque una vera caccia alle streghe e, addirittura, il prefetto della città di Ordu proibì la vendita degli album di Kaya. Qualche mese dopo, nel Giugno 1999, Ahmet Kaya, non riuscendo più a sostenere queste condizioni e volendo tutelare la propria vita, decise di abbandonare la Turchia e si stabilì a Parigi.

### Esilio a Parigi e la morte
Ahmet Kaya chiuse gli occhi nella propria casa a Parigi, nel 2000, mentre stava lavorando ad un nuovo album. Nonostante una serie di impedimenti e di censure, Ahmet Kaya registrò 18 albums e compose 200 canzoni; nel 1990, nel Parco di Gülhane, a Istanbul, tenne un concerto davanti a 150.000 persone, nonostante i posti fossero solo 70.000; nel 1994 il suo album Sarkilarim Daglara arrivò a vendere 2.800.000 copie; ai funerali di Kaya, a Parigi, accorsero 30.000 persone da tutte le parti dell'Europa. Egli non si stancò mai di esprimere il proprio augurio di una convivenza pacifica tra tutti i popoli, in una Turchia indipendente e democratica. Nell'ultima conferenza di stampa, Ahmet Kaya espresse i propri sentimenti pronunciando queste parole: “Un giorno qualunque qualcuno scriverà la storia di un uomo curdo che avrebbe voluto cantare in curdo senza voler dividere nessun Paese. Chi leggerà questo racconto capirà che non c'è bisogno di avere paura delle canzoni e di chi le canta. Non voglio arrendermi ad un classico destino e non vorrei essere capito dopo la mia morte, ma adesso.” Le sue spoglie riposano al cimitero Père Lachaise, a Parigi. Se n'è andato tra il silenzio assordante dei media e l'incomprensione del mondo della politica, ma amato ed apprezzato dal popolo turco.